# Mycerinopsis lacteola
Mycerinopsis lacteola är en skalbaggsart. Mycerinopsis lacteola ingår i släktet Mycerinopsis och familjen långhorningar.

## Underarter
Arten delas in i följande underarter:
- M. l. lacteola
- M. l. truncata